# 東石黑站

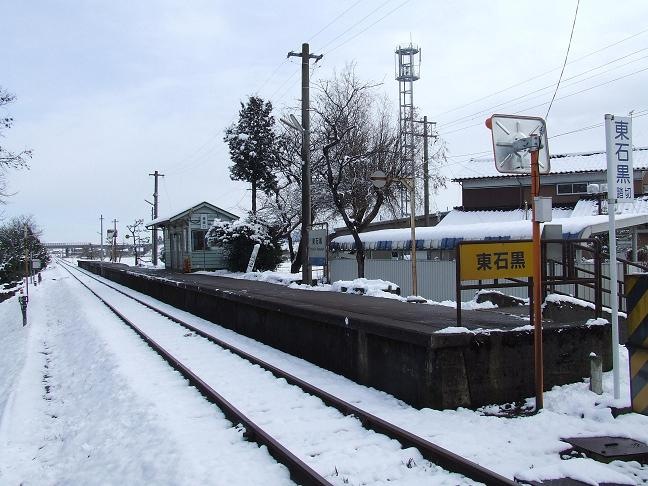
已拆去的舊候車小屋（2009年1月）。

東石黑站 （日语：／ Higashiishiguro eki */?）是隸屬於西日本旅客鐵道（JR西日本）城端線的鐵路車站，座落於富山縣南礪市，是一座無人車站。「石黑」這個地名源於現時福光町的中心部份。此站位於東北方，所在地亦是過往「東石黑村」的範圍，因而得名。但附近民居十分疏落，使用率頗低。

## 車站結構

### 站房
與東野尻站及越中山田站一同於當日開業，因此均簡易車站規格，沒有站房，只在月台上建有1座木建候車小屋作替代，出入口位於月台末端近福光站方向，並只提供梯級上落，出入口旁設有1個有蓋單車停泊區，而候車小屋旁離開月台範圍亦建有簡易式洗手間一座。
2019年，繼東野尻站後，JR西日本陸續為本線內的簡易車站進行候車站房更換工程，把原來的木製候車小屋及旁邊的簡易洗手間拆去，再換成以金屬及玻璃幕牆建成的單層新型簡易式候車站房。東石黑站的工程於2019年8月起展開，在原候車小屋向城端方向（於22公里標柱旁）興建新站房。

### 月台配置
露天側式月台1個，有效長度為5輛。除候車小屋及月台外的洗手間外，並沒有其他配套設施。列車靠站時，往城端方向為右側上落，往高岡方向為左側上落。
| 路線    | 方向 | 目的地                              | 備註                     |
| ------- | ---- | ----------------------------------- | ------------------------ |
| ■城端線 | 上行 | 高岡、經■愛之風富山鐵道線往富山方向 | 直通富山的列車於假日停開 |
| ■城端線 | 下行 | 城端方向                            |                          |

## 歷史
- 1951年8月10日：車站開業[2]。
- 1987年4月1日：日本國鐵分割民營化，車站的營運由JR西日本繼承。
- 2019年：

- 7月：新候車站房開始興建。
- 年末：新候車站房啟用。

## 利用人數
| 年度   | 1日平均上落人數 |
| ------ | --------------- |
| 1995年 | 53              |
| 1996年 | 63              |
| 1997年 | 58              |
| 1998年 | 55              |
| 1999年 | 45              |
| 2000年 | 47              |
| 2001年 | 41              |
| 2002年 | 51              |
| 2003年 | 48              |
| 2004年 | 51              |
| 2005年 | 45              |
| 2006年 | 42              |
| 2007年 | 39              |
| 2008年 | 39              |
| 2009年 | 29              |
| 2010年 | 27              |
| 2011年 | 23              |
| 2012年 | 23              |
| 2013年 | 34              |
| 2014年 | 28              |
| 2015年 | 30              |
| 2016年 | 31              |
| 2017年 | 31              |

## 相鄰車站
西日本旅客鐵道
■城端線
■觀光列車「瑰麗山海號」
通過
■普通列車
福野 － 東石黑 － 福光

## 外部連結
- JR西日本東石黑站公式網頁。 （页面存档备份，存于）（日語）